# Argentina en la clasificación de Conmebol para la Copa Mundial de Fútbol de 2018
La Selección de fútbol de Argentina fue uno de los diez equipos nacionales que participaron en la Clasificación de Conmebol para la Copa Mundial de Fútbol, en la que se definieron los representantes de Conmebol para la Copa Mundial de Fútbol de 2018 que se desarrolló en Rusia.
El calendario quedó establecido en el sorteo preliminar de la Copa Mundial de Fútbol 2018 que se realizó el 25 de julio de 2015 en el Palacio Konstantínovski, San Petersburgo, Rusia.
La etapa preliminar —también denominada Eliminatorias— se jugó en América del Sur desde el 8 de octubre de 2015 hasta el 10 de octubre de 2017 en encuentros de ida y vuelta.

## Sistema de juego
El sistema de juego de las eliminatorias consistió por sexta ocasión consecutiva, en enfrentamientos de ida y vuelta todos contra todos, con un total de 18 jornadas.
Luego de 4 ediciones con los partidos ya designados, la Conmebol sorteó el calendario de partidos, en San Petersburgo el 25 de julio de 2015.
Los primeros cuatro puestos accedieron de manera directa a la Copa Mundial de Fútbol de 2018. La selección que logró el quinto puesto disputó una serie eliminatoria a dos partidos de ida y vuelta, frente a la selección clasificada de Asia, este proceso se conoce como repechaje o repesca.

## Sedes
| Sedes en Argentina · Córdoba Buenos Aires Mendoza San Juan | Sedes en Argentina · Córdoba Buenos Aires Mendoza San Juan | Mendoza              | San Juan                  |
| ---------------------------------------------------------- | ---------------------------------------------------------- | -------------------- | ------------------------- |
| Sedes en Argentina · Córdoba Buenos Aires Mendoza San Juan | Sedes en Argentina · Córdoba Buenos Aires Mendoza San Juan | Malvinas Argentinas  | San Juan del Bicentenario |
| Sedes en Argentina · Córdoba Buenos Aires Mendoza San Juan | Sedes en Argentina · Córdoba Buenos Aires Mendoza San Juan | Capacidad: 42 500    | Capacidad: 25 286         |
| Sedes en Argentina · Córdoba Buenos Aires Mendoza San Juan | Sedes en Argentina · Córdoba Buenos Aires Mendoza San Juan |                      |                           |
| Sedes en Argentina · Córdoba Buenos Aires Mendoza San Juan | Sedes en Argentina · Córdoba Buenos Aires Mendoza San Juan | Córdoba              |                           |
| Sedes en Argentina · Córdoba Buenos Aires Mendoza San Juan | Sedes en Argentina · Córdoba Buenos Aires Mendoza San Juan | Mario Alberto Kempes |                           |
| Sedes en Argentina · Córdoba Buenos Aires Mendoza San Juan | Sedes en Argentina · Córdoba Buenos Aires Mendoza San Juan | Capacidad: 57 000    |                           |
| Sedes en Argentina · Córdoba Buenos Aires Mendoza San Juan | Sedes en Argentina · Córdoba Buenos Aires Mendoza San Juan |                      |                           |
| Sedes en Buenos Aires · Estadio Monumental La Bombonera    | Sedes en Buenos Aires · Estadio Monumental La Bombonera    | Buenos Aires         | Buenos Aires              |
| Sedes en Buenos Aires · Estadio Monumental La Bombonera    | Sedes en Buenos Aires · Estadio Monumental La Bombonera    | La Bombonera         | Monumental                |
| Sedes en Buenos Aires · Estadio Monumental La Bombonera    | Sedes en Buenos Aires · Estadio Monumental La Bombonera    | Capacidad: 49 000    | Capacidad: 70 074         |
| Sedes en Buenos Aires · Estadio Monumental La Bombonera    | Sedes en Buenos Aires · Estadio Monumental La Bombonera    |                      |                           |

## Tabla de posiciones
| Pos. | Selección | Pts | PJ | PG | PE | PP | GF | GC | Dif |
| ---- | --------- | --- | -- | -- | -- | -- | -- | -- | --- |
| 1.   | Brasil    | 41  | 18 | 12 | 5  | 1  | 41 | 11 | 30  |
| 2.   | Uruguay   | 31  | 18 | 9  | 4  | 5  | 32 | 20 | 12  |
| 3.   | Argentina | 28  | 18 | 7  | 7  | 4  | 19 | 16 | 3   |
| 4.   | Colombia  | 27  | 18 | 7  | 6  | 5  | 21 | 19 | 2   |
| 5.   | Perú      | 26  | 18 | 7  | 5  | 6  | 27 | 26 | 1   |
| 6.   | Chile     | 26  | 18 | 8  | 2  | 8  | 26 | 27 | −1  |
| 7.   | Paraguay  | 24  | 18 | 7  | 3  | 8  | 19 | 25 | −6  |
| 8.   | Ecuador   | 20  | 18 | 6  | 2  | 10 | 26 | 29 | −3  |
| 9.   | Bolivia   | 14  | 18 | 4  | 2  | 12 | 16 | 38 | −22 |
| 10.  | Venezuela | 12  | 18 | 2  | 6  | 10 | 19 | 35 | −16 |

| L\V                  | Bandera de Argentina | Bandera de Bolivia | Bandera de Brasil | Bandera de Chile | Bandera de Colombia | Bandera de Ecuador | Bandera de Paraguay | Bandera de Perú | Bandera de Uruguay | Bandera de Venezuela |
| Bandera de Argentina |                      | 2:0                | 1:1               | 1:0              | 3:0                 | 0:2                | 0:1                 | 0:0             | 1:0                | 1:1                  |
| Bandera de Bolivia   | 2:0                  |                    | 0:0               | 1:0              | 2:3                 | 2:2                | 1:0                 | 0:3             | 0:2                | 4:2                  |
| Bandera de Brasil    | 3:0                  | 5:0                |                   | 3:0              | 2:1                 | 2:0                | 3:0                 | 3:0             | 2:2                | 3:1                  |
| Bandera de Chile     | 1:2                  | 3:0                | 2:0               |                  | 1:1                 | 2:1                | 0:3                 | 2:1             | 3:1                | 3:1                  |
| Bandera de Colombia  | 0:1                  | 1:0                | 1:1               | 0:0              |                     | 3:1                | 1:2                 | 2:0             | 2:2                | 2:0                  |
| Bandera de Ecuador   | 1:3                  | 2:0                | 0:3               | 3:0              | 0:2                 |                    | 2:2                 | 1:2             | 2:1                | 3:0                  |
| Bandera de Paraguay  | 0:0                  | 2:1                | 2:2               | 2:1              | 0:1                 | 2:1                |                     | 1:4             | 1:2                | 0:1                  |
| Bandera de Perú      | 2:2                  | 2:1                | 0:2               | 3:4              | 1:1                 | 2:1                | 1:0                 |                 | 2:1                | 2:2                  |
| Bandera de Uruguay   | 0:0                  | 4:2                | 1:4               | 3:0              | 3:0                 | 2:1                | 4:0                 | 1:0             |                    | 3:0                  |
| Bandera de Venezuela | 2:2                  | 5:0                | 0:2               | 1:4              | 0:0                 | 1:3                | 0:1                 | 2:2             | 0:0                |                      |

|  | Clasificación directa a la Copa Mundial de Fútbol de 2018. |
|  | Clasificación a la Repesca Intercontinental.               |

### Evolución de posiciones
| País / Fecha | 1   | 2   | 3   | 4   | 5   | 6   | 7   | 8   | 9   | 10  | 11  | 12  | 13  | 14  | 15  | 16  | 17  | 18  |
| ------------ | --- | --- | --- | --- | --- | --- | --- | --- | --- | --- | --- | --- | --- | --- | --- | --- | --- | --- |
| Argentina    | 9.º | 7.º | 9.º | 6.º | 5.º | 3.º | 1.º | 3.º | 5.º | 6.º | 6.º | 5.º | 3.º | 5.º | 5.º | 5.º | 6.º | 3.º |
| Resultado    | P   | E   | E   | G   | G   | G   | G   | E   | E   | P   | P   | G   | G   | P   | E   | E   | E   | G   |

### Puntos obtenidos contra cada selección durante las eliminatorias
| vs.       | Bandera de Bolivia | Bandera de Brasil | Bandera de Chile | Bandera de Colombia | Bandera de Ecuador | Bandera de Paraguay | Bandera de Perú | Bandera de Uruguay | Bandera de Venezuela | Total |
| --------- | ------------------ | ----------------- | ---------------- | ------------------- | ------------------ | ------------------- | --------------- | ------------------ | -------------------- | ----- |
| Local     | 3                  | 1                 | 3                | 3                   | 0                  | 0                   | 1               | 3                  | 1                    | 15    |
| Visitante | 0                  | 0                 | 3                | 3                   | 3                  | 1                   | 1               | 1                  | 1                    | 13    |
| Total     | 3                  | 1                 | 6                | 6                   | 3                  | 1                   | 2               | 4                  | 2                    | 28    |

### Efectividad
| País / Efectividad | Local  | Visitante | Total  |
| ------------------ | ------ | --------- | ------ |
| Brasil             | 92.59% | 59.26%    | 75.93% |
| Uruguay            | 81.48% | 33.33%    | 57.41% |
| Argentina          | 55.56% | 48.15%    | 51.85% |
| Colombia           | 55.56% | 44.44%    | 50%    |
| Perú               | 55.56% | 40.74%    | 48.15% |
| Chile              | 70.37% | 25.93%    | 48.15% |
| Paraguay           | 40.74% | 48.15%    | 44.44% |
| Ecuador            | 48.15% | 25.93%    | 37.04% |
| Bolivia            | 51.85% | 0%        | 25.93% |
| Venezuela          | 25.93% | 18.52%    | 22.22% |

## Partidos
- Las horas indicadas corresponden al huso horario local de la ciudad sede de cada partido.

### Partidos
| Fecha                   | Lugar          | Jornada |           |                      | Resultado |                      |           |
| ----------------------- | -------------- | ------- | --------- | -------------------- | --------- | -------------------- | --------- |
| 8 de octubre de 2015    | Buenos Aires   | 1       | Argentina | Bandera de Argentina | 0:2 (0:0) | Bandera de Ecuador   | Ecuador   |
| 13 de octubre de 2015   | Asunción       | 2       | Paraguay  | Bandera de Paraguay  | 0:0       | Bandera de Argentina | Argentina |
| 12 de noviembre de 2015 | Buenos Aires   | 3       | Argentina | Bandera de Argentina | 1:1 (1:0) | Bandera de Brasil    | Brasil    |
| 17 de noviembre de 2015 | Barranquilla   | 4       | Colombia  | Bandera de Colombia  | 0:1 (0:1) | Bandera de Argentina | Argentina |
| 24 de marzo de 2016     | Santiago       | 5       | Chile     | Bandera de Chile     | 1:2 (1:2) | Bandera de Argentina | Argentina |
| 29 de marzo de 2016     | Córdoba        | 6       | Argentina | Bandera de Argentina | 2:0 (2:0) | Bandera de Bolivia   | Bolivia   |
| 1 de septiembre de 2016 | Mendoza        | 7       | Argentina | Bandera de Argentina | 1:0 (1:0) | Bandera de Uruguay   | Uruguay   |
| 6 de septiembre de 2016 | Mérida         | 8       | Venezuela | Bandera de Venezuela | 2:2 (1:0) | Bandera de Argentina | Argentina |
| 6 de octubre de 2016    | Lima           | 9       | Perú      | Bandera de Perú      | 2:2 (0:1) | Bandera de Argentina | Argentina |
| 11 de octubre de 2016   | Córdoba        | 10      | Argentina | Bandera de Argentina | 0:1 (0:1) | Bandera de Paraguay  | Paraguay  |
| 10 de noviembre de 2016 | Belo Horizonte | 11      | Brasil    | Bandera de Brasil    | 3:0 (2:0) | Bandera de Argentina | Argentina |
| 15 de noviembre de 2016 | San Juan       | 12      | Argentina | Bandera de Argentina | 3:0 (2:0) | Bandera de Colombia  | Colombia  |
| 23 de marzo de 2017     | Buenos Aires   | 13      | Argentina | Bandera de Argentina | 1:0 (1:0) | Bandera de Chile     | Chile     |
| 28 de marzo de 2017     | La Paz         | 14      | Bolivia   | Bandera de Bolivia   | 2:0 (1:0) | Bandera de Argentina | Argentina |
| 31 de agosto de 2017    | Montevideo     | 15      | Uruguay   | Bandera de Uruguay   | 0:0       | Bandera de Argentina | Argentina |
| 5 de septiembre de 2017 | Buenos Aires   | 16      | Argentina | Bandera de Argentina | 1:1 (0:0) | Bandera de Venezuela | Venezuela |
| 5 de octubre de 2017    | Buenos Aires   | 17      | Argentina | Bandera de Argentina | 0:0       | Bandera de Perú      | Perú      |
| 10 de octubre de 2017   | Quito          | 18      | Ecuador   | Bandera de Ecuador   | 1:3 (1:2) | Bandera de Argentina | Argentina |

### Detalles de partidos

#### Jornada 1 - Argentina vs. Ecuador
| 8 de octubre de 2015 | Argentina | 0:2 (0:0) | Ecuador                 | Estadio Monumental, Buenos Aires                           |                                                            |
| 21:00 (UTC-3)        |           | Reporte   | Erazo 80' · Caicedo 81' | Asistencia: 40 000 espectadores Árbitro(s): Julio Bascuñán | Asistencia: 40 000 espectadores Árbitro(s): Julio Bascuñán |

| Uniformes | Uniformes |
| --------- | --------- |
|           |           |

#### Jornada 2 - Paraguay vs. Argentina
| 13 de octubre de 2015 | Paraguay | 0:0     | Argentina | Estadio Defensores del Chaco, Asunción                   |                                                          |
| 21:00 (UTC-3)         |          | Reporte |           | Asistencia: 35 471 espectadores Árbitro(s): Andrés Cunha | Asistencia: 35 471 espectadores Árbitro(s): Andrés Cunha |

| Uniformes | Uniformes |
| --------- | --------- |
|           |           |

#### Jornada 3 - Argentina vs. Brasil
| 13 de noviembre de 2015 | Argentina   | 1:1 (1:0) | Brasil   | Estadio Monumental, Buenos Aires                          |                                                           |
| 21:00 (UTC-3) | Lavezzi 33' | Reporte   | Lima 58' | Asistencia: 70 500 espectadores Árbitro(s): Antonio Arias | Asistencia: 70 500 espectadores Árbitro(s): Antonio Arias |
| El partido se programó inicialmente para el jueves 12 de noviembre a las 21:00 (UTC-3) hora local; tras las intensas lluvias en Buenos Aires, la FIFA y la Conmebol decidieron que el encuentro se jugara el día siguiente. |             |           |          |                                                           |                                                           |

| Uniformes | Uniformes |
| --------- | --------- |
|           |           |

#### Jornada 4 - Colombia vs. Argentina
| 17 de noviembre de 2015 | Colombia | 0:1 (0:1) | Argentina  | Estadio Metropolitano, Barranquilla                     |                                                         |
| 15:30 (UTC-5)           |          | Reporte   | Biglia 19' | Asistencia: 40 000 espectadores Árbitro(s): Carlos Vera | Asistencia: 40 000 espectadores Árbitro(s): Carlos Vera |

| Uniformes | Uniformes |
| --------- | --------- |
|           |           |

#### Jornada 5 - Chile vs. Argentina
| 24 de marzo de 2016 | Chile         | 1:2 (1:2) | Argentina                  | Estadio Nacional, Santiago                              |                                                         |
| 20:30 (UTC-3)       | Gutiérrez 10' | Reporte   | Di María 19' · Mercado 24' | Asistencia: 44 536 espectadores Árbitro(s): Héber Lopes | Asistencia: 44 536 espectadores Árbitro(s): Héber Lopes |

| Uniformes | Uniformes |
| --------- | --------- |
|           |           |

#### Jornada 6 - Argentina vs. Bolivia
| 29 de marzo de 2016 | Argentina                      | 2:0 (2:0) | Bolivia | Estadio Mario Alberto Kempes, Córdoba                        |                                                              |
| 20:30 (UTC-3)       | Mercado 20' · Messi 30' (pen.) | Reporte   |         | Asistencia: 52 605 espectadores Árbitro(s): Jesús Valenzuela | Asistencia: 52 605 espectadores Árbitro(s): Jesús Valenzuela |

| Uniformes | Uniformes |
| --------- | --------- |
|           |           |

#### Jornada 7 - Argentina vs. Uruguay
| 1 de septiembre de 2016, 20:30 (UTC-3) | Argentina    | 1:0 (1:0)                     | Uruguay | Estadio Malvinas Argentinas, Mendoza                       |                                                            |
|                                        | L. Messi 43' | FIFA Reporte Conmebol Reporte |         | Asistencia: 42 000 espectadores Árbitro(s): Julio Bascuñán | Asistencia: 42 000 espectadores Árbitro(s): Julio Bascuñán |

#### Jornada 8 - Venezuela vs. Argentina
| 6 de septiembre de 2016, 19:30 (UTC-4) | Venezuela                    | 2:2 (1:0)                     | Argentina                       | Estadio Metropolitano, Mérida                              |                                                            |
|                                        | Juanpi 34' · J. Martínez 52' | FIFA Reporte Conmebol Reporte | L. Pratto 58' · N. Otamendi 83' | Asistencia: 41 231 espectadores Árbitro(s): Roddy Zambrano | Asistencia: 41 231 espectadores Árbitro(s): Roddy Zambrano |

#### Jornada 9 - Perú vs. Argentina
| 6 de octubre de 2016, 21:15 (UTC-5) | Perú                                  | 2:2 (0:1)                     | Argentina                          | Estadio Nacional, Lima                                   |                                                          |
|                                     | P. Guerrero 58' · C. Cueva 84' (pen.) | FIFA Reporte Conmebol Reporte | R. Funes Mori 15' · G. Higuaín 77' | Asistencia: 43 489 espectadores Árbitro(s): Sandro Ricci | Asistencia: 43 489 espectadores Árbitro(s): Sandro Ricci |

#### Jornada 10 - Argentina vs. Paraguay
| 11 de octubre de 2016, 20:30 (UTC-3) | Argentina | 0:1 (0:1)                     | Paraguay        | Estadio Mario Alberto Kempes, Córdoba                        |                                                              |
|                                      |           | FIFA Reporte Conmebol Reporte | D. González 18' | Asistencia: 51 203 espectadores Árbitro(s): Daniel Fedorczuk | Asistencia: 51 203 espectadores Árbitro(s): Daniel Fedorczuk |

#### Jornada 11 - Brasil vs. Argentina
| 10 de noviembre de 2016, 21:45 (UTC-2) | Brasil                                      | 3:0 (2:0)                     | Argentina | Estadio Mineirão, Belo Horizonte                           |                                                            |
|                                        | P. Coutihno 24' · Neymar 45' · Paulinho 58' | FIFA Reporte Conmebol Reporte |           | Asistencia: 53 150 espectadores Árbitro(s): Julio Bascuñán | Asistencia: 53 150 espectadores Árbitro(s): Julio Bascuñán |

#### Jornada 12 - Argentina vs. Colombia
| 15 de noviembre de 2016, 20:30 (UTC-3) | Argentina                                      | 3:0 (2:0)                     | Colombia | Estadio del Bicentenario, San Juan                         |                                                            |
|                                        | L. Messi 10' · L. Pratto 23' · Á. Di María 84' | FIFA Reporte Conmebol Reporte |          | Asistencia: 23 100 espectadores Árbitro(s): Roddy Zambrano | Asistencia: 23 100 espectadores Árbitro(s): Roddy Zambrano |

#### Jornada 13 - Argentina vs. Chile
| 23 de marzo de 2017, 20:30 (UTC-3) | Argentina    | 1:0 (1:0)                     | Chile | Estadio Monumental, Buenos Aires                         |                                                          |
|                                    | L. Messi 15' | FIFA Reporte Conmebol Reporte |       | Asistencia: 74 000 espectadores Árbitro(s): Sandro Ricci | Asistencia: 74 000 espectadores Árbitro(s): Sandro Ricci |

#### Jornada 14 - Bolivia vs. Argentina
| 28 de marzo de 2017, 16:00 (UTC-4) | Bolivia                         | 2:0 (1:0)                     | Argentina | Estadio Hernando Siles, La Paz                            |                                                           |
|                                    | J. C. Arce 30' · M. Martins 51' | FIFA Reporte Conmebol Reporte |           | Asistencia: 40 093 espectadores Árbitro(s): Wilmar Roldán | Asistencia: 40 093 espectadores Árbitro(s): Wilmar Roldán |

#### Jornada 15 - Uruguay vs. Argentina
| 31 de agosto de 2017, 20:30 (UTC-3) | Uruguay | 0:0                           | Argentina | Estadio Centenario, Montevideo                                   |                                                                  |
|                                     |         | FIFA Reporte Conmebol Reporte |           | Asistencia: 60 000 espectadores Árbitro(s): Víctor Hugo Carrillo | Asistencia: 60 000 espectadores Árbitro(s): Víctor Hugo Carrillo |

#### Jornada 16 - Argentina vs. Venezuela
| 5 de septiembre de 2017, 20:00 (UTC-3) | Argentina            | 1:1 (0:0)                     | Venezuela   | Estadio Monumental, Buenos Aires                          |                                                           |
|                                        | Feltscher 54' (a.g.) | FIFA Reporte Conmebol Reporte | Murillo 50' | Asistencia: 67 776 espectadores Árbitro(s): Roberto Tobar | Asistencia: 67 776 espectadores Árbitro(s): Roberto Tobar |

#### Jornada 17 - Argentina vs. Perú
| 5 de octubre de 2017, 20:00 (UTC-3) | Argentina | 0:0 | Perú | La Bombonera, Buenos Aires                                 |  |
|                                     |           |     |      | Asistencia: 48 540 espectadores Árbitro(s): Wilton Sampaio |  |

#### Jornada 18 - Ecuador vs. Argentina
| 10 de octubre de 2017, 16:00 (UTC-5) | Ecuador   | 1:3 (1:2) | Argentina         | Estadio Olímpico Atahualpa, Quito                            |                                                              |
|                                      | Ibarra 1' |           | Messi 11' 18' 61' | Asistencia: 26 300 espectadores Árbitro(s): Anderson Daronco | Asistencia: 26 300 espectadores Árbitro(s): Anderson Daronco |

## Estadísticas

### Generales
| 28 | 18 | 7 | 7 | 4 | 19 | 16 | +3 |

| 15 | 9 | 4 | 3 | 2 | 9 | 5 | +4 |

| 13 | 9 | 3 | 4 | 2 | 10 | 11 | -1 |

### Goleadores

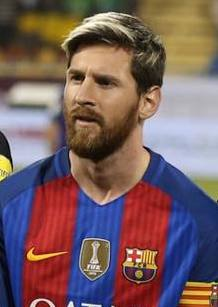
Con siete goles, Lionel Messi fue el máximo anotador de Argentina en la competencia.

| #     | Jugador           | Anotado | PJ | Prom. | Jugada | Cabeza | Tiro libre | Penal |
| ----- | ----------------- | ------- | -- | ----- | ------ | ------ | ---------- | ----- |
| 1     | Lionel Messi      | 7       | 10 | 0.7   | 4      | 0      | 1          | 2     |
| 2     | Lucas Pratto      | 2       | 5  | 0.4   | 1      | 1      | 0          | 0     |
|       | Gabriel Mercado   | 2       | 9  | 0.22  | 2      | 0      | 0          | 0     |
|       | Ángel di María    | 2       | 18 | 0.11  | 2      | 0      | 0          | 0     |
| 3     | Ezequiel Lavezzi  | 1       | 5  | 0.2   | 1      | 0      | 0          | 0     |
|       | Gonzalo Higuaín   | 1       | 9  | 0.11  | 1      | 0      | 0          | 0     |
|       | Ramiro Funes Mori | 1       | 10 | 0.1   | 1      | 0      | 0          | 0     |
|       | Lucas Biglia      | 1       | 13 | 0.08  | 1      | 0      | 0          | 0     |
|       | Nicolás Otamendi  | 1       | 15 | 0.07  | 1      | 0      | 0          | 0     |
|       | En propia puerta  | 1       | 18 | 0.06  | 1      | 0      | 0          | 0     |
| Total | Total             | 19      | 18 | 1.06  | 15     | 1      | 1          | 2     |

### Anotaciones destacadas

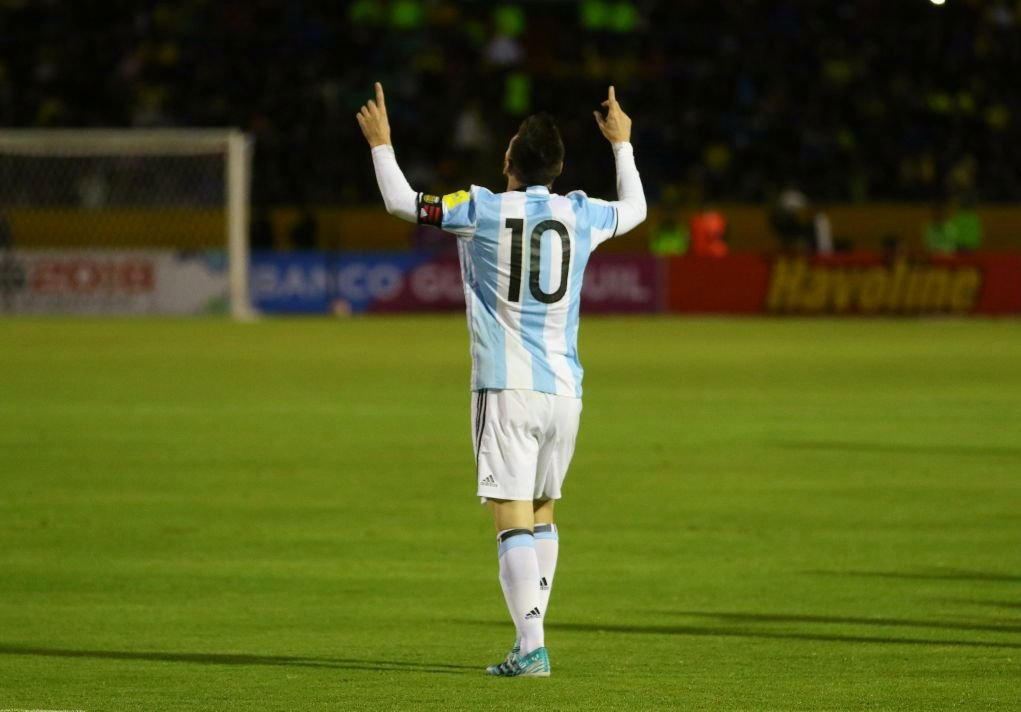
Lionel Messi, único jugador de Argentina en convertir un triplete en el torneo de clasificación.

Listado de tripletas o hat-tricks (3), póker de goles (4) y manos (5) anotados por un jugador en un mismo encuentro.
| Fecha                 | Jugador      | Goles                                         | Rival   | Resultado | Fecha |
| --------------------- | ------------ | --------------------------------------------- | ------- | --------- | ----- |
| 10 de octubre de 2017 | Lionel Messi | Gol a los 11' · Gol a los 18' · Gol a los 61' | Ecuador | 3:1 (2:1) | 18    |

### Asistencias
| #     | Jugador          | Asistencia | Jugada | Cabeza | Tiro libre | Saque de esquina |
| ----- | ---------------- | ---------- | ------ | ------ | ---------- | ---------------- |
| 1     | Ángel di María   | 2          | 1      | 0      | 0          | 1                |
|       | Gonzalo Higuaín  | 2          | 2      | 0      | 0          | 0                |
|       | Lionel Messi     | 2          | 2      | 0      | 0          | 0                |
| 2     | Éver Banega      | 1          | 1      | 0      | 0          | 0                |
|       | Ezequiel Lavezzi | 1          | 1      | 0      | 0          | 0                |
|       | Nicolás Otamendi | 1          | 1      | 0      | 0          | 0                |
|       | Pablo Zabaleta   | 1          | 1      | 0      | 0          | 0                |
| Total | Total            | 10         | 9      | 0      | 0          | 1                |

## Resultado final
| Argentina                      |
| Clasificado                    |
| Copa Mundial de Fútbol de 2018 |
| 17.ma participación            |